# こいけん!
『こいけん!』は、ベクターにより運営されていたソーシャルスタイルの恋愛ゲーム。
2011年 - 2012年にサービス提供されていた姉妹タイトル『こいけん2!!』についても本項も扱う。

## 概要
Mobage・GREEにて配信されていた（Yahoo!モバゲー版は2012年4月2日でサービスを終了）。
スマートフォンには、当初ドコモマーケット向けにアプリケーションを提供する予定であるとアナウンスされたが、Mobageへプラットフォームが変更された。なおスマートフォンからの利用では、一部イベントに参加できないなどプレイに制約が生じる。
Mobageにて2011年9月29日より姉妹タイトルとなる『こいけん2!!』のサービスを開始。新たな要素として探検（クエスト）システムも導入。

### 沿革
こいけん!
- 2010年1月27日 - モバゲータウン（現在のMobage）で配信開始
- 2010年10月1日 - Yahoo!モバゲーで配信開始
- 2011年5月17日 - Mobage for Smartphone（iOS向け）で配信開始
- 2011年7月20日 - Mobage for Smartphone（Android向け）で配信開始
- 2012年2月9日 - GREE（携帯電話・スマートフォン共通）で配信開始
- 2012年4月2日 - Yahoo!モバゲーでの配信を終了

こいけん2!!
- 2011年9月29日 Mobage（フィーチャーフォン）で配信開始
- 2011年11月16日 Mobage for Smartphone（Android/iOS）で配信開始
- 2012年2月9日 GREEで配信開始
- 2012年12月26日 Mobage・GREEでの配信を終了

## システム
ゲームはメイン画面上の「YUMEボタン」をクリックすることにより、毎日一定のシナリオが進行する。ゲームにはキャラクターごとに設定されている「本気」と、全キャラクター共通の「漢気」という2つのパラメータがあり、「本気」は自分の「YUMEボタン」のクリック、「漢気」は他ユーザーの「YUMEボタン」のクリックにより上昇する。各パラメータが一定数に達するとシナリオが開放され、先に進めるようになる。
基本利用は無料だが、アイテム課金制を採用している。有料アイテムにはパラメータ上昇アイテムの他、キャラクターボイス、追加シナリオなどがある。

## 登場人物

### こいけん! 恋愛研究会
主人公
プレイヤーキャラクター。かえでに巻き込まれる形でこいけんを立ち上げる。

#### ヒロイン
若宮 かえで（わかみや かえで）
声 - 戸松遥
元気系ツンデレ娘。アイルランドのダブリンからの帰国子女。彼女の思いつきで、主人公を巻き込んで恋愛研究会（こいけん）を発足する。
戸山 渚（とやま なぎさ）
声 - 名塚佳織
クールな幼馴染み。人気急上昇中のアイドルで暫くは主人公とは疎遠だった。
赤城 さくら（あかぎ さくら）
声 - 新谷良子
ネコ好き内気少女。保健委員で、元現代音楽研究部部長。気が弱くかえでに押し切られるようにこいけんに部を乗っ取られてそのまま入部する。
音羽 わかば（おとわ わかば）
声 - 豊崎愛生
奇跡のドジっ子後輩。現代音楽研究部だと思ってこいけんに来たがそのまま入部してしまう。
喜久井 遥（きくい はるか）
声 - 井上喜久子
魔性の生徒会長。さくらからの誘いで入部。喜久井グループという大企業の令嬢。
喜久井 マリ（きくい まり）
声 - 釘宮理恵
超ド級の女王様。遥の妹。ドSで主人公をフナムシと呼ぶ。一時遥と蟠りがあった。
山吹 蛍（やまぶき ほたる）
声 - 丹下桜
癒し系田舎娘。途中から転校してきた転校生で独特な訛りがある。
はる
声 - 喜多村英梨
天下無双の世話焼き妹。主人公の妹。

#### サブキャラクター
戸塚 ひばり
声 - 真田アサミ
主人公のクラスの担任を務める女性教師。恋愛研究部の顧問も担当する。
鶴巻 修造
声 - 白石稔
主人公の悪友。恋愛研究部の男子部員は主人公と彼のみだが、それでも全く女性に縁がない。
関口 夢羽
声 - 石田彰
戸塚ひばりに好意を持つ男性教師。名前は「むう」と読む。UMAやUFOが好きな超常現象マニア。
荒木 巴
転校してきた、喜久井グループのライバル企業の令嬢。
ユカ
主人公の2人目の妹。海外留学していたはずが、突然帰国してくる。
ユイ
主人公の3人目の妹。ユカ同様、海外留学から突然帰国。
- 荒木巴、ユイ、ユカの3人は、ストーリー中のゲストキャラであり攻略対象にはならない（声優の声当てもない）。

### こいけん2!! 初恋探検部
主人公
高校2年生。親の海外赴任で幼馴染の初狩家に下宿することになる。

#### ヒロイン
初狩さつき（はつかり さつき）
世話焼き王道幼馴染み。初恋探検部部長。主人公とは小学3年まで幼馴染だった。アニメにもゲスト出演。
各務原美羽（かがみはら みう）
理詰めの幼馴染み。主人公とは小学4年以降の幼馴染。
祐天寺七海（ゆうてんじ ななみ）
悪戯好きのトラブルメーカー。さつきの親友。
赤城咲耶（あかぎ さくや）
良識派のワタワタ娘。赤城さくらの従妹。
ゼノビア＝L＝エッジウェア
王国から来た騎士道小町。アニメにもゲスト出演。
竜王珠実（りゅうおう たまみ）
ちっちゃなネコマタ娘。ゼノビアの親友で生徒会副会長。

#### サブキャラクター
相模翔（さがみ しょう）
主人公のクラスメイトで、カメラ小僧。眼鏡をかけている。

## Webアニメ
『こいけん! 〜私たちアニメになっちゃった!〜』のタイトルで、携帯端末向けに2012年3月1日より配信を開始した。
毎週木曜に有料配信。2012年8月5日にAT-Xにてテレビ放送された。

### スタッフ
- 原作 - 株式会社ベクター
- キャラクター原案 - refeia、やすゆき
- 監督 - kamisiro
- シリーズ構成・脚本 - 赤尾でこ
- キャラクターデザイン - たむらかずひこ
- 絵コンテ - kamisiro、影山楙倫、園田雅裕、柳瀬雄之
- 演出 - kamisiro、中山敦史、綿田慎也
- 総作画監督 - たむらかずひこ、石井ゆみこ
- 作画監督 - 谷口繁則、柳瀬雄之、鷲田敏弥、ハン・スンヒ、本多みゆき
- 美術監督 - 黛昌樹
- 色彩設計 - 古川康一
- 撮影監督 - 中村雄太
- 編集 - 瀬山武司
- 音響監督 - 高桑一
- 音楽 - 安藤高弘
- プロデューサー - 田中利明、石垣毅、南寛将
- アニメーション制作 - マーヴィージャック
- 製作 - 「こいけん!」製作委員会

### 主題歌
「AUTOMATIC SENSATION」
新谷良子によるオープニングテーマ。作詞はこだまさおり、作曲はKohei by SIMONSAYZ、編曲はR・O・N
「Gradation heart〜恋の研究おこたらずっ〜」
ラブ♥ステによるエンディングテーマ。作詞は三重野瞳、作曲は岡本健介、編曲は前口渉

### 挿入歌
「starting」
歌は戸山渚（名塚佳織）・音羽わかば（豊崎愛生）・山吹蛍（丹下桜）、作詞は山口朗彦・ENA☆、作曲・編曲は山口朗彦。
「Domisofasolaぶ♪」
歌は戸山渚（名塚佳織）、作詞は三重野瞳、作曲は白戸佑輔、編曲は伊藤賢。
「HaveaNiceDay」
歌は若宮かえで（戸松遥）・赤城さくら（新谷良子）・喜久井遥（井上喜久子）・喜久井マリ（釘宮理恵）、作詞は山口朗彦・ENA☆、作曲は山口朗彦、編曲は原田アツシ。

### 各話リスト
| 話数 | 配信日        |
| ---- | ------------- |
| #1   | 2012年 3月1日 |
| #2   | 3月15日       |
| #3   | 3月22日       |
| #4   | 4月2日        |
| #5   | 4月5日        |
| #6   | 4月12日       |
| #7   | 4月19日       |
| #8   | 4月26日       |
| #9   | 5月2日        |
| #10  | 5月10日       |
| #11  | 5月17日       |
| #12  | 5月24日       |

## 関連商品
コミックス
『こいけん!』が、ケータイコミックレーベル『コミックアライブPlus』で2010年8月31日より配信。作者は芳原舞人。コミックスはメディアファクトリーから2011年2月23日に発売。
ドラマCD
『こいけん! 一人足りない一週間』が、2010年10月27日にC-MIXから発売された。上記キャラクターの他、長島☆自演乙☆雄一郎が本人役で出演している。
出演
- 若宮かえで - 戸松遥
- 戸山渚 - 名塚佳織
- 音羽わかば - 豊崎愛生
- 喜久井遥 - 井上喜久子
- 赤城さくら - 新谷良子
- 喜久井マリ - 釘宮理恵
- 山吹蛍 - 丹下桜
- はる - 喜多村英梨
- 鶴巻修造 - 白石稔
- 長島☆自演乙☆雄一郎 - 長島☆自演乙☆雄一郎